# Oligomyrmex nosindambo
Oligomyrmex nosindambo är en myrart som först beskrevs av Auguste-Henri Forel 1891.  Oligomyrmex nosindambo ingår i släktet Oligomyrmex och familjen myror. Inga underarter finns listade i Catalogue of Life.